# Chiesa di San Giovanni Battista (Dobbiaco)
La chiesa di San Giovanni Battista è la parrocchiale di Dobbiaco, in provincia di Bolzano e diocesi di Bolzano-Bressanone; fa parte del decanato di San Candido-Dobbiaco.

## Storia

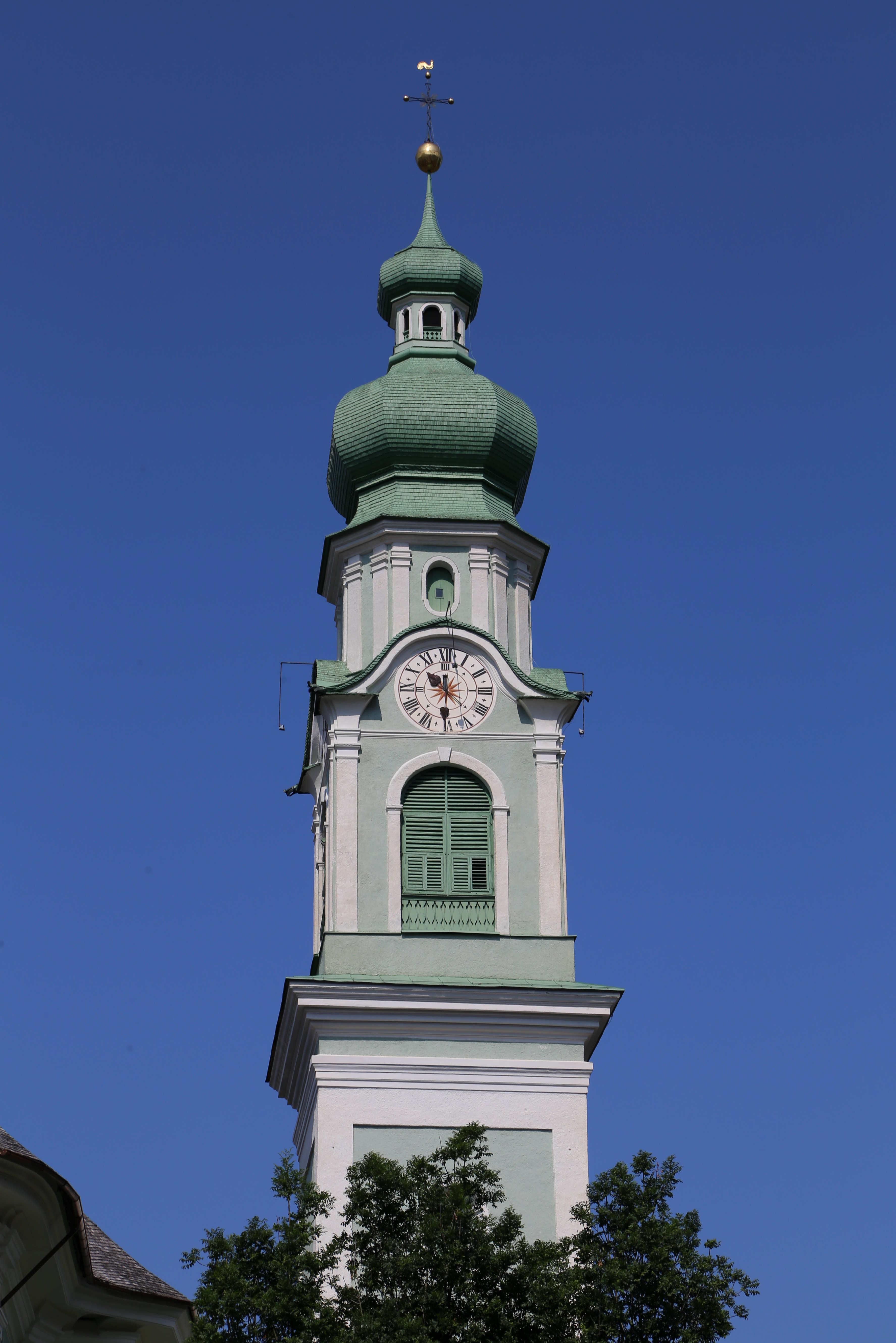
Il campanile

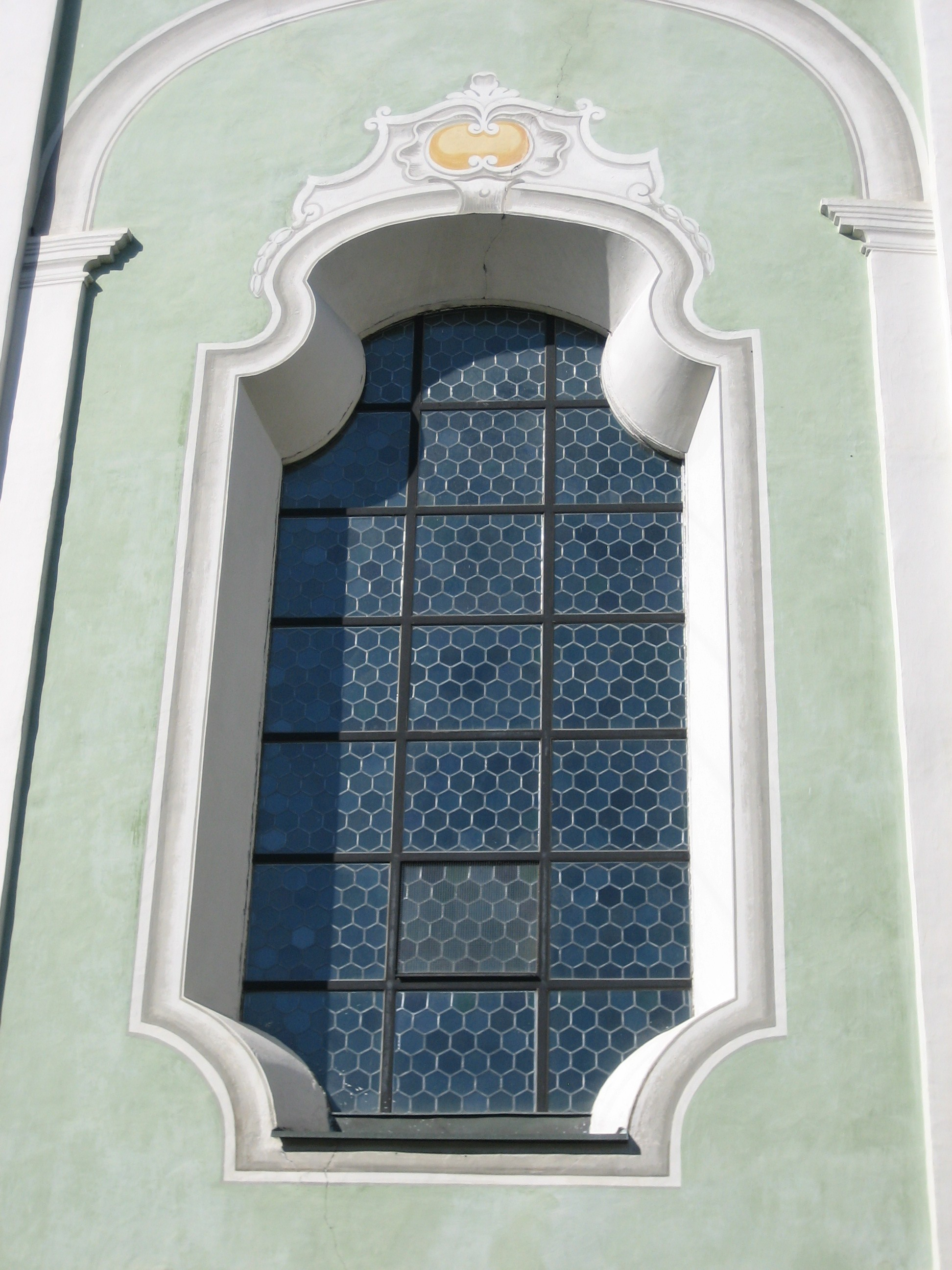
Una finestra della chiesa

La primitiva chiesa di Dobbiaco fu edificata nel IX secolo da alcuni monaci benedettini, già presenti nella vallata - più precisamente nel vicino paese di San Candido - a partire dal secolo precedente.
La parrocchiale recente, progettata da Rudolf Schraffl, venne costruita tra il 1764 e il 1774.
Nel 1804 fu eretto il campanile, leggermente discosto dalla chiesa e caratterizzato da un tamburo ottagonale e dalla cuspide a cipolla.
Durante la prima guerra mondiale, il 7 luglio del 1916 la chiesa fu danneggiata dallo scoppio d'una granata.

## Descrizione
La chiesa si presenta in stile barocco.
 Al suo interno, che è ad un'unica navata sono conservate opere di pregio come la pala raffigurante il Battesimo di Gesù Cristo, eseguita da Franz Anton Zeiller nel 1769, dello stretto autore gli affreschi del soffitto ritraenti le Storie della vita di San Giovanni Battista, l'altare maggiore, costruito da Johann Perger nel 1774, e il tabernacolo, anch'esso del Perger.
Il campanile possiede un concerto di 6 campane in Do3 (Do3, Mib3, Sol3, Sib3, Do4, Mib4 crescente) fuse dalla fonderia Capanni nel 1922, ad eccezione della 2ª e 5ª campana che sono state fuse dalla fonderia Loffer nel 1545 e nel 1497. Il campanone pesa 2193 kg. È presente anche la campana dell'agonia, di nota Si4 e a slancio normale, fusa da Georg Grassmayr di Bressanone (BZ) nel 1697.